# Sisoroidea
Sisoroidea é uma superfamília de bagres (ordem Siluriformes). Ele contém as quatro famílias Amblycipitidae, Akysidae, Sisoridae e Erethistidae ; muitas fontes também incluem Aspredinidae. Com Aspredinidae, esta superfamília inclui cerca de 42 gêneros e 230 espécies.

## Taxonomia
Sisoroidea é irmã de Loricarioidea. A monofilia desta superfamília é sustentada por uma série de caracteres morfológicos. Amblycipitidae é a família mais basal e é irmã das demais famílias. Com base em dados morfológicos, Erethistidae é o grupo irmão de Aspredinidae, com Sisoridae sendo o grupo irmão do clado formado por essas duas famílias. No entanto, foi proposto mover os gêneros eretistídeos de volta para Sisoridae. Além disso, alguns autores removeram Aspredinidae de Sisoroidea, descobrindo que era mais relacionado a Doradoidea (Doradidae, Auchenipteridae e possivelmente Mochokidae) com evidências morfológicas e moleculares.

## Distribuição
Sisoroidea inclui quase exclusivamente famílias de bagres asiáticos, com exceção de Aspredinidae, que é nativo da América do Sul.